# Рототоми
Рототомите са музикален перкусионен инструмент от групата на мембранофонните инструменти.
Те са вид том-томи без корпус, като обикновено са разположени по три на стойка.